# La Dama de Monsoreau
La Dama de Monsoreau es una novela histórica de Alejandro Dumas, publicada en 1846, que sigue a La reina Margot y precede a Los cuarenta y cinco.

## Contexto

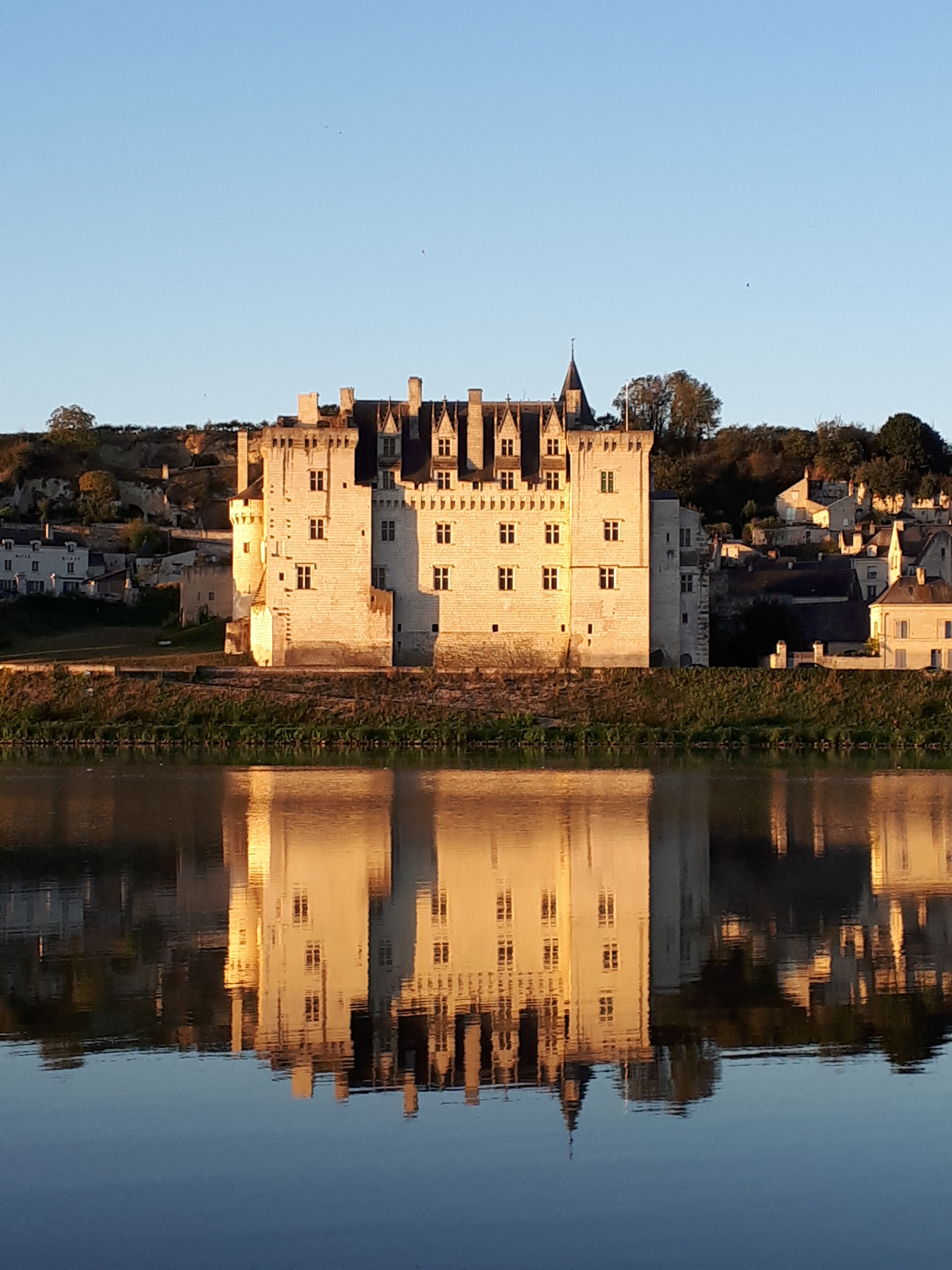
Castillo de Montsoreau 1455, Valle del Loira.

La acción se desarrolla entre febrero y septiembre de 1578, seis años después de la matanza de San Bartolomé, con la que comienza La reina Margot.
El duque Francisco de Alençon, convertido en duque de Anjou tras la coronación de su hermano Enrique, se reconcilia con él en 1577, pero vuelve a enemistarse en febrero de 1578. Los gentilhombres del duque, llamados angevinos en la novela, buscan el enfrentamiento con los favoritos del rey, los mignons, también amenazados por los partidarios del  duque de Guisa, jefe de la facción católica, a la que el rey Enrique III intenta arrebatar autoridad, convirtiéndose él mismo en jefe de la Liga.
Entre los gentilhombres del duque de Anjou figura Louis de Bussy d'Amboise, cuya crueldad ya fue demostrada durante la masacre de San Bartolomé, y al que el duque ha nombrado gobernador del ducado de Anjou. Dumas idealiza a Bussy, reteniendo de este personaje arrogante y brutal únicamente su valentía y arrojo en los enfrentamientos, atribuyéndole elegancia, buen conocimiento de la literatura y una grandeza de alma sin parangón en el reino. Es por eso que Diana de Méridor reacciona de esta forma cuando Bussy se presenta ante ella en su casa de Tournelles: «Bussy, el valiente Bussy», «el más noble y más leal de los gentilhombres de Francia». 
En abril se produce el duelo de los mignons, que termina con la muerte de Quelus, Maugiron y Schomberg, que afectará enormemente al rey, y que Dumas organiza de forma que sea la penúltima escena de la novela. De los tres adversarios, solo muerte Ribeirac. Dumas hace coincidir la muerte de Bussy d'Amboise y de los mignons de Enrique III en junio de 1778.

## La novela

### Intriga
La Dama de Monsoreau es una novela histórica que mezcla dos intrigas: 
- una historia de amor entre Louis de Clermont, señor de Bussy d'Amboise, y Diana de Méridor, esposa de Charles de Chambes, conde de Monsoreau.
- una intriga política que pone en escena los problemas políticos y religiosos que sufrió el reinado de Enrique III de Francia, como la rivalidad con su hermano Francisco, duque de Alençon y después duque de Anjou, personaje intrigante y poco honorable.

### Resumen

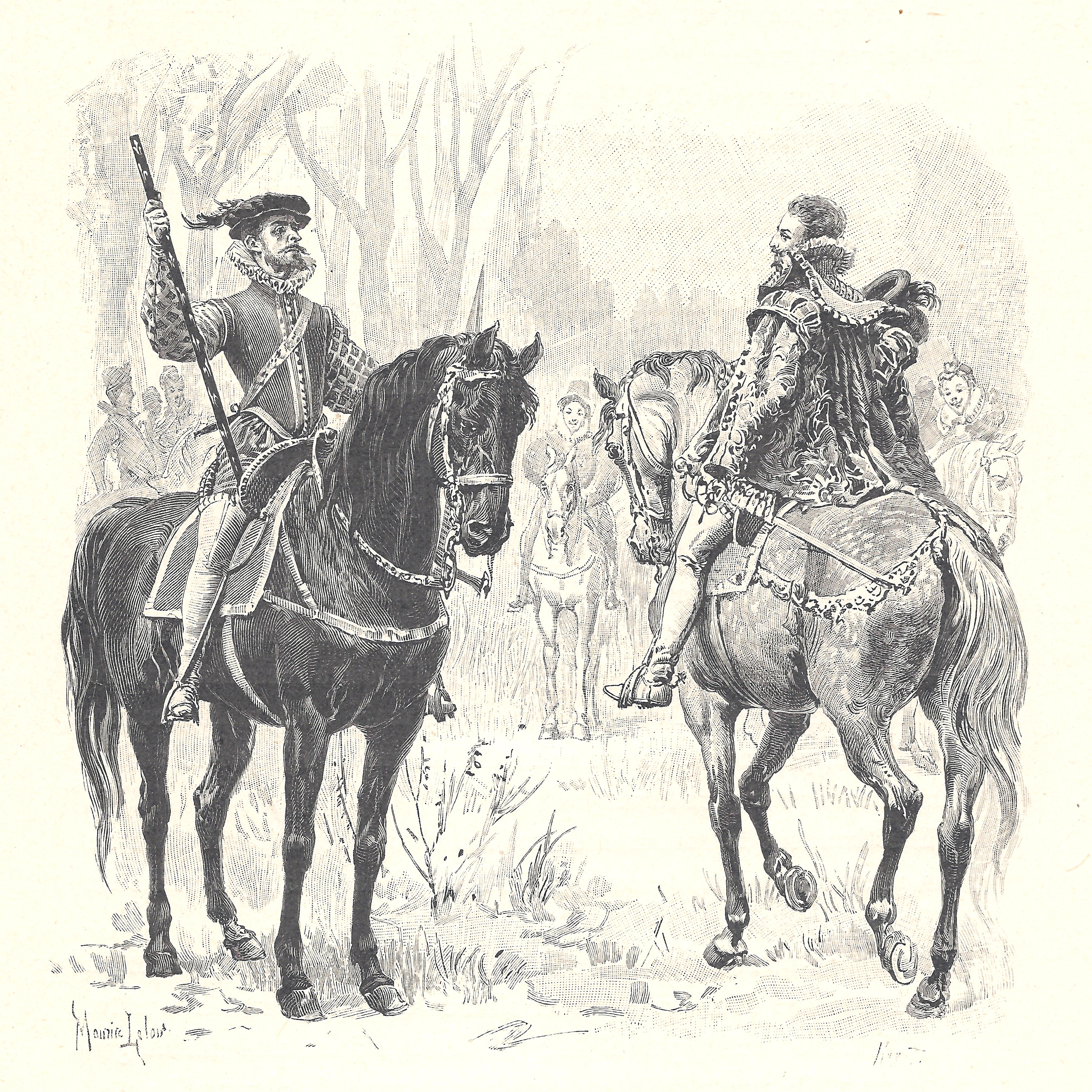
El conde de Monsoreau y Bussy d'Amboise.
Composición de Maurice Leloir, grabado sobre madera de Jules Huyot, edición Calmann Lévy, 1903.

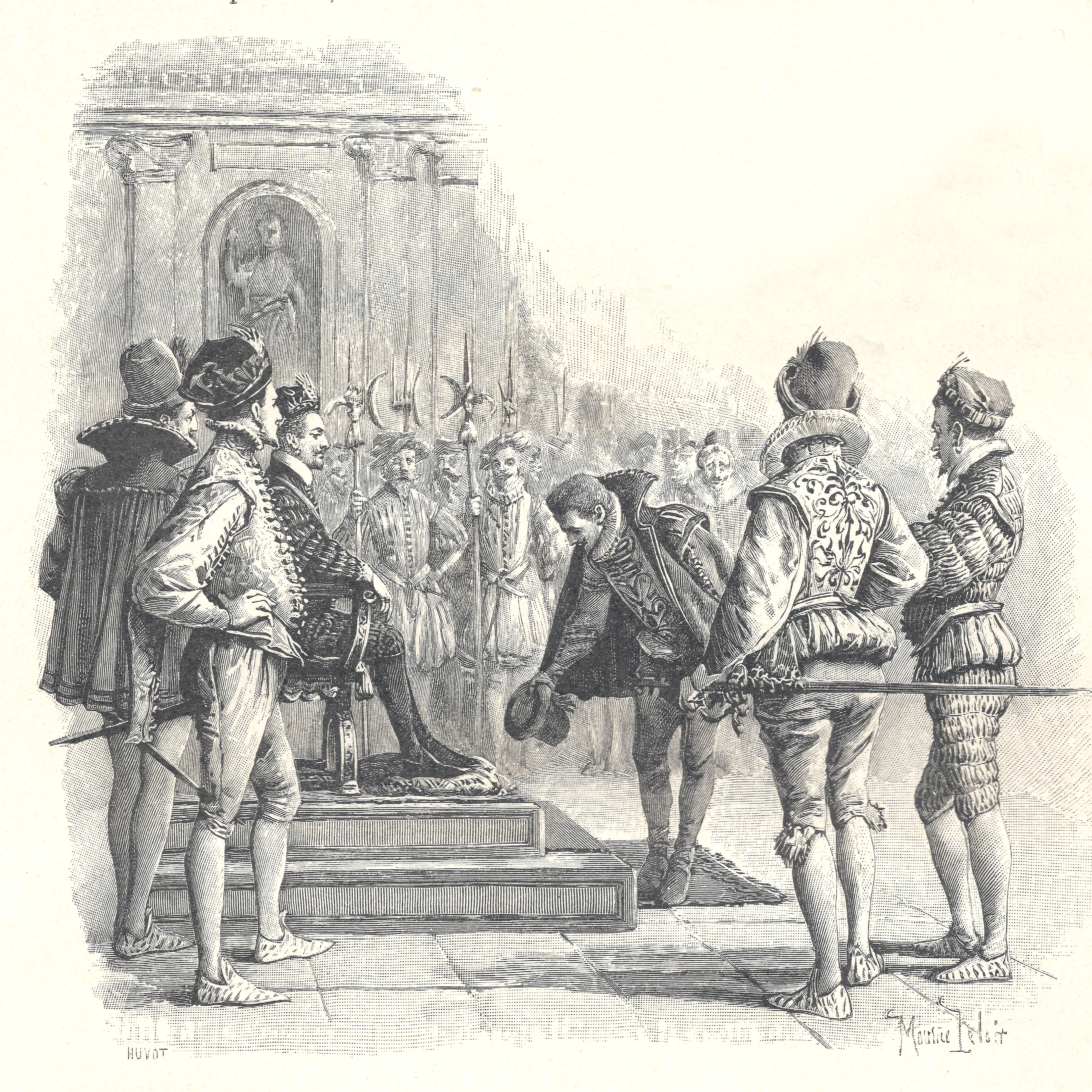
Audiencia con el rey Enrique III.
Composición de Maurice Leloir, grabado sobre madera de Jules Huyot, edición Calmann Lévy, 1903.

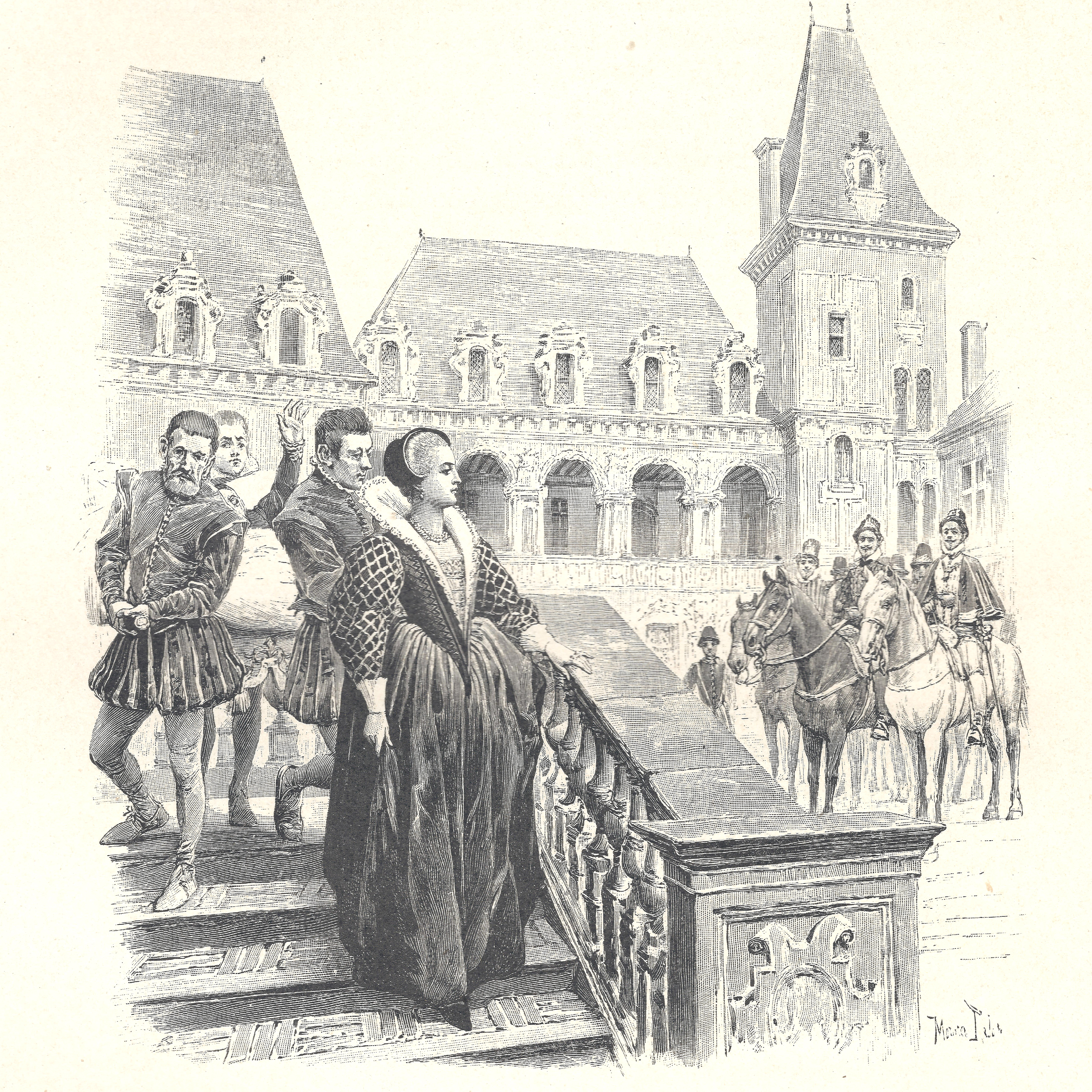
Diana de Méridor.
Composición de Maurice Leloir, grabado sobre madera de Jules Huyot, edición Calmann Lévy, 1903.

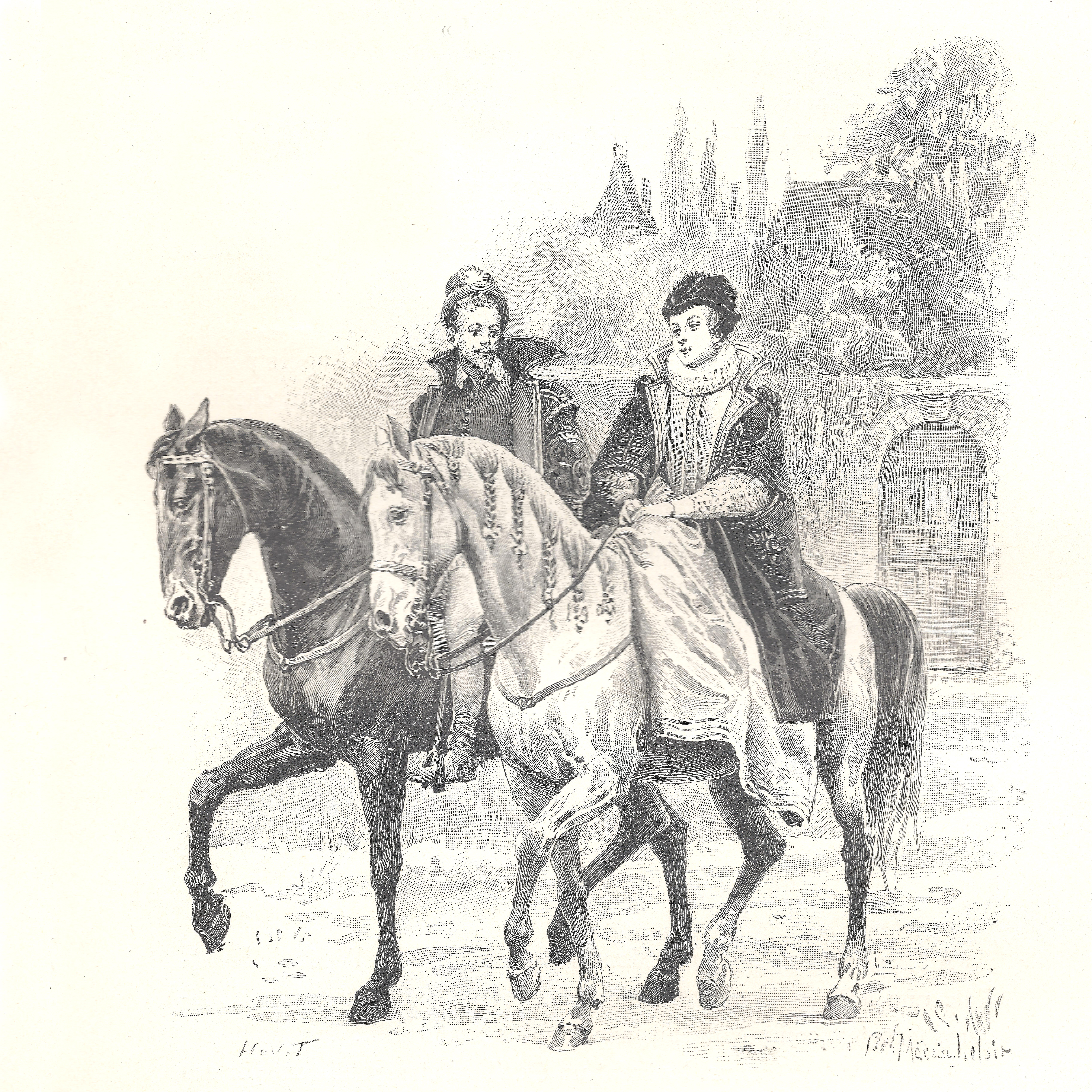
Señor y señora de Saint-Luc.
Composición de Maurice Leloir, grabado sobre madera de Jules Huyot, edición Calmann Lévy, 1903.

Enrique III de Francia es hijo de Catalina de Médici y hermano mayor del duque de Anjou. Es un hombre cuya piedad raya en la superstición, inteligente pero de naturaleza débil. Su bufón, Chicot, le prodiga consejos. La historia se desarrolla en  1578, cuando el rey tiene 27 años y reina solo hace cuatro años. El rey debe hacer frente a numerosos complots dirigidos por su envidioso hermano, que se pone a las órdenes del protestante Enrique de Navarra.
La novela comienza en febrero de 1578 con la boda de uno de los favoritos del rey, Francisco de Espinay de Saint Luc, con Juana de Brissac. Enrique III, celoso, lo hace prisionero en el Louvre. Bussy consigue reunir secretamente a los jóvenes recién casados, pero cuando el rey descubre la superchería, precipita su fuga al castillo de Méridor.
Bussy, gentilhombre leal al duque de Anjou, es víctima de una emboscada que le tienden los gentilhombres de Enrique III. Gran luchador, pone en fuga a sus adversarios, pero recibe un golpe de espada. Se desvanece, y al recuperar el sentido, descubre que sus heridas han sido vendadas. No recuerda nada, salvo los rostros de una bella mujer y de un joven médico. Consigue encontrar a este último, que lo ha curado, y por medio de él, a la joven mujer, Diana de Méridor. Ambos se enamoran perdidamente, pero Diana tiene una deuda con el conde Bryan de Monsoreau, que la salvó del galanteo del duque de Anjou. Diana debe casarse con Monsoreau para protegerse del duque.
Chicot, por su parte, aprovechándose de la ingenuidad de su amigo, el monje Gorenflot, consigue introducirse en una reunión secreta de la Liga católica, donde el duque de Mayena y los Guisa conspiran para apoderarse del trono. Disponen de una genealogía escrita por un tal Nicolas David que establece los derechos de los Guisa a la corona de Francia. Chicot y Gorenflot siguen a Nicolas David, lo asesinan y recuperan esos papeles. Esta intervención permite al rey conocer todos los detalles de la conspiración. El rey se proclama jefe de la Liga en lugar de su hermano, al que mantiene prisionero en el Louvre.
Saint Luc y su joven esposa encuentran el castillo de Méridor en duelo. Bussy conduce al barón de Méridor ante su hija e intenta romper el compromiso con el conde de Monsoreau haciendo intervenir al duque de Anjou. Pero Monsoreau anuncia su boda con la bendición del duque de Anjou, después de amenazarle con denunciar su proyecto criminal al rey. Monsoreau, que ha sido nombrado grand veneur por Enrique III, se ve separado de su mujer, que regresa a Méridor. Bussy la sigue a Anjou y se convierte en su amante. Enrique de Navarra libera del Louvre al duque de Anjou, que se instala en Angers, donde vive Bussy. Este vuelve al servicio de su príncipe.
El conde de Montsoreau, que desconfía del duque de Anjou, regresa con su esposa, y descubre que Diana tiene un amante. Herido por Saint Luc, decide volver a París con su mujer. Bussy se proclama embajador del duque de Anjou ante el rey. Enrique de Guisa, acompañado por los miembros de la Liga, se prepara a sustituir al rey en las celebraciones del Corpus Christi. Chicot emborracha a Gorenflot y obtiene información que le permite desbaratar el complot. El duque de Anjou descubre la relación entre Diana y Bussy gracias a su agente Aurilly, e informa indirectamente al conde de Monsoreau. Este, con la complicidad del primero, tiende una emboscada a Bussy, en la que el amante de Diana pierde la vida tras luchar valientemente. El conde de Monsoreau muere en el enfrentamiento. Bussy se encuentra envuelto en un duelo entre tres gentilhombres del duque de Anjou y cuatro de rey Enrique III. Aunque Bussy muere, los hombres del príncipe consiguen ganar el duelo. Épernon sobrevive porque no se ha enfrentado a Bussy como estaba previsto, y sus tres amigos le piden, por lealtad, que se retire del duelo. De hecho, Épernon ha financiado a sus espaldas la contratación de los asesinos de Bussy. El rey, muy cercano a sus gentilhombres, cae en una fuerte depresión y un profundo odio por su hermano. Diana huye y la obra se termina tres meses después, a principios de septiembre de 1578 con el texto de la carta que un arrepentido monje Gorenflot ha escrito a Chicot.
Esta novela tiene como decorado el castillo de Montsoreau.

## Personajes históricos
- Enrique III de Francia
- Catalina de Médici
- El duque de Anjou
- Louis de Maugiron
- Jacques de Quelus
- Louis de Bussy d'Amboise
- Charles de Chambes, conde de Montsoreau (Dumas le da el nombre de Bryan de Monsoreau)
- Françoise de Maridor, dama de Montsoreau (Dumas le da el nombre de Diana de Méridor)
- François d'Espinay de Saint-Luc
- Jeanne de Brissac
- Duque de Mayena
- Épernon
- Schomberg
- El duque de Guisa
- Catalina de Lorena, duquesa de Montpensier
- Luis de Lorena, cardenal de Guisa
- Luisa de Lorena-Vaudémont, reina consorte, esposa de Enrique III
- Enrique de Navarra
- Charles d'Entragues (Antraguet)
- Livarot
- Riberac

## Adaptacioness

### Ópera
- 1888: La Dame de Monsoreau, ópera en 5 actos y 8 cuadros. Libreto de Auguste Maquet a partir de la obra de Alejandro Dumas. Música de Gaston Salvayre, coreografía de Joseph Hansen, escenografía de Pedro Gailhard, decorados de Rubé, Chaperon, Jambon, Poisson, Carpezat, vestuario de Charles Bianchini.

### Teatro
- 1860: La Dame de Monsoreau, drama en 5 actos y 11 cuadros de Alejandro Dumas y Auguste Maquet, estrenado el 19 de noviembre de 1860 en el Teatro del Ambigu-Comique.[1]

### Cine
- 1909: La signora di Monsoreau, película de Mario Caserini
- 1913: La Dame de Monsoreau, película de Émile Chautard, que puede verse en línea[2][3]
- 1923: La Dame de Monsoreau, película muda francesa de René Le Somptier[4]

### Televisión
- 1961: La Dame de Monsoreau de Alain Boudet
- 1971: La Dame de Monsoreau, miniserie de Yannick Andréi
- 1997: La Dame de Monsoreau («Графиня де Монсоро»), serie de televisión rusa realizada en 1994 por Vladimir Popkov
- 2009: La Dame de Monsoreau, serie de televisión realizada en 2006 por Michel Hassan.[5]

La adaptación más fiel de la novela es la versión rusa de 1997 en 26 episodios. En un intento de rectificar la imagen de Bussy d'Amboise como paladín valeroso y sin tacha, el guion añade un solo personaje de «La reina Margot», la voluble espía del rey Enrique de Navarra, Gabrielle de Terigni. Terigni se vengará de haber sido manipulada por Bussy (que ya la había dejado plantada antes) con el fin de disipar las sospechas de Monsoreau. También denuncia al duque de Anjou —con el que Enrique de Navarra tiene una relación secreta— la relación adúltera que ella (y no Aurilly, como en la novela) ha descubierto en Monsoreau. Ocho días más tarde, la intransigencia nuevamente fría y arrogante de Bussy, unida a su interés exclusivo por Diana de Méridor, vencerán sus escrúpulos y la tentación de revelarle la emboscada. Otra diferencia, en la serie es Quelus el que sobrevive a las 19 heridas que le inflige Antraguet durante su duelo del 18 de junio de 1578.